# Ein starkes Team: Eins zu eins
Eins zu eins ist ein deutscher Fernsehfilm von Konrad Sabrautzky aus dem Jahr 1996. Es handelt sich um die fünfte Folge der Krimiserie Ein starkes Team mit Maja Maranow und Florian Martens in den Hauptrollen.

## Handlung
Das Spezialeinsatzkommando bestimmt die Berliner Kriminalhauptkommissarin Verena Berthold als Leiterin, um einer Autoschieberbande das Handwerk zu legen. Als einer der Autodiebe in eine Polizeikontrolle gerät, wird er bei einem Schusswechsel getötet. Die Polizei hat seinen Komplizen Manuel absichtlich entkommen lassen, damit die Kommissare ihn weiterhin observieren können, um an die Drahtzieher der Autobande zu kommen. Bei den Ermittlungen wird festgestellt, dass Manuel das Notebook aus dem geknackten Auto, das dem Rechtsanwalt Jürgen Berger gehört, mitgehen lassen hat. Otto versucht unterdessen, sich undercover als Privatperson mit Manuel anzufreunden. Dazu mietet er sich im gleichen Hotel ein, in dem Manuel wohnt. Um Manuels Vertrauen zu gewinnen, stiehlt Otto sogar tagsüber ein Auto direkt von einem Parkplatz der Polizei. Tatsächlich kann Otto das Notebook entwenden und übergibt das Gerät der IT-Abteilung, damit diese die Daten auswerten kann. Verena hat bei ihren Ermittlungen inzwischen auch den Hintermann der Autodiebstähle identifiziert, den Gebrauchtwagenhändler Wiegand. Die Handlung nimmt aber eine unerwartete Wende: Berger ist auch der Kopf eines Geldfälscher-Rings. Auf dem Notebook befinden sich die Beweise für seine kriminellen Machenschaften. Berger beauftragt zwei Profis mit der Wiederbeschaffung des Notebooks. Diese „befragen“ zuerst Manuel, der am nächsten Tag ermordet auf einer Müllkippe gefunden wird. Anschließend entführen sie Otto, um von dem den Verbleib des Notebooks zu erfahren. In einem aufregenden Showdown auf dem Gelände eines Segelclubs wird Otto in letzter Minute gerettet.
Sputnik entwickelt in dieser Folge erstmals Merkmale seines regen, phantasievollen Geschäftssinns. Er betreibt zwar immer noch eine normale Kneipe, steigt aber parallel in Immobilien ein. Sein erstes Objekt ist ausgerechnet der Altbau, in dem Otto zur Miete wohnt. Und die Mieten sind natürlich nach Sputniks Einschätzung nicht mehr zeitgemäß und viel zu niedrig.

## Produktion

### Drehorte (Auswahl)
Eins zu eins wurde in Berlin und Umgebung gedreht.
- Bergers Villa steht in der Hohenzollernstraße 5a in Wannsee
- Ein Luxusrestaurant, in dem Berger mit seiner Lebensgefährtin speist, war in der Fasanenstraße 70
- Das Parkhaus, wo Manuel den gestohlenen Wagen an einen Komplizen übergibt, ist in der Meinekestraße 19
- Manuels Hotel war das Hotel Wendenhof am Spreewaldplatz 8
- Das Frühstückslokal, wo Otto Kontakt mit Manuel aufnimmt, war in der Oranienburgerstraße 48
- Ottos Autodiebstahl fand in der Polizeiakademie in der Charlottenburger Chaussee 67 statt
- Wiegands Autohandlung befand sich am Gleisdreieck im Nord-Osten des Geländes, unter einer Bahntrasse, die inzwischen abgerissen wurde
- Sputniks Kneipe war immer noch das Mila-Eck in der Schönhauser Allee 131
- Der Drehort des Showdown im Segelclub wurde bisher nicht identifiziert

### Hintergrund
Es ist der letzte Auftritt von Irm Hermann als SEK-Leiterin Daniela Heitberg. Die Episode wurde am 4. Mai 1996 zur Hauptsendezeit im ZDF erstausgestrahlt.